# Sjælesorg
Sjælesorg (tysk: Seelsorge) er en særlig omsorg for den enkelte, der har brug for hjælp, og som udmøntes i fx en afklarende, hjælpende eller trøstende samtale. Inden for sjælesorg skelner man mellem kristen sjælesorg (varetages hyppigst af præster) og human sjælesorg (varetages hyppigst af psykologer).

## Kristen sjælesorg
For en præst er det altid Gud, der er i centrum. Sjælesorgen bygger på en opfattelse af livet som skænket af Gud – tillige med en opfattelse af, at kærlighed er livets dybeste mening, og at døden ikke er den endegyldige tilstand men en overgang til et evigt liv hinsides det jordiske liv.
Den kristne sjælesorg er en del af kirkens diakonale opgave med forbillede i Jesus som den, der opsøger de fortabte og nødstedte og stedse praktiserer en ubetinget næstekærlighed. Den kristne sjælesorg skal altid hjælpe det enkelte menneske netop der, hvor det er – uanset om det drejer sig om noget åndeligt eller ikke-åndeligt, så det bliver bedre i stand til at kunne leve livet.
Under sjælesorgen tales der med konfidenten om livets vilkår og om at komme overens med det, som ikke kan ændres – samt at finde mod og styrke til at ændre det, som kan ændres. Formålet er at afhjælpe et menneskes åndelige nød, anfægtelser og problemer, især med hensyn til samvittighed, tro, gudsforhold o.lign.
Det, som adskiller den kristne sjælesorg fra den humanistiske sjælesorg, er troen på, at Kristus har videregivet sin myndighed til at kunne tilgive synder. Vedkommende vil gennem sjælesorgen kunne opleve helt eller delvis at blive frigjort for sine mange fortrædeligheder, når det bekender sine fejltagelser (synder) og modtager tilgivelsen herfor.
For at kunne have gavn af sjælesorg er det ikke et krav at være kristen, men på den anden side er det nødvendigt at være sig præstens religiøse ståsted bevidst, da livets sandhed for alle kristne altid vil være med evangeliet som udgangspunkt - i modsætning til de fleste af nutidens humanister, der grundlæggende bekender sig til en evolutionistisk forståelse af livets kendsgerninger, samt en etisk tolkning af menneskets sociokulturelle rettigheder (Menneskerettighederne).

## Humanistisk sjælesorg
En humanistisk orienteret psykolog sætter altid mennesket i centrum. Det gælder også, når sjælesorgen er blevet aktuel på et dødsleje, hvor den døende bibringes en forvisning om livets mening, derved at livet aldrig kan have været forgæves, da hvert enkelt individ næsten altid på en eller anden måde (biologisk, socialt, kulturelt) har bidraget som et uundværligt led i den lange ubrudte kæde af generationer igennem hele menneskehedens udvikling og videre fremad. Humanisten betragter i modsætning til præsten ikke mennesket som skabt af nogen overnaturlig instans. Mennesket er derimod overvejende sin egen Skaber ved løbende selvstændigt at have taget stilling til tilværelsens mangeartede problemer og stedse foretaget de fornødne valg igennem hele livet – alt efter egen dømmekraft. Der er her tale om valg, som det selv alene er ansvarlig for og må tage på sig.
Valg har imidlertid konsekvenser. Og nogle af disse kan give anledning til begåede fejltagelser og til pinagtige problemstillinger, mm. Problemerne kan dreje sig om tabsoplevelser, man som menneske har fejlbedømt eller er rendt ind i, og som kan afstedkomme næsten ubærlige tungsindige stemningsforløb, ledsaget af både reduceret livsmod og utilstrækkelighedsfølelser el.lign (depression). Eller det kan være voldsomme samvittighedskvaler over ikke i tide at have forebygget nogle utilsigtede skadelige følgevirkninger af ens egen handlemåde (skyldfølelse). Eller det kan være skræmmende forestillinger omkring dødens mening og betydning som værende et sidste afsluttende regnskab med hensyn til, i hvilket omfang ens liv som helhed kan siges at have været lykkedes (angst).....Osv.
Under en psykoterapeutisk bearbejdning af disse problemer sætter den humanistisk orienterede psykolog ofte fokus på den kendsgerning, at det under en dybtgående terapeutisk analyse næsten altid vil vise sig, at vedkommende næppe kunne have forudset de skæve udviklinger ud fra de daværende omstændigheder eller vilkår. Og at man på daværende tidspunkt i grunden drog sine konklusioner eller foretog sine handlinger på ret så forsvarlig vis i de pågældende situationer.
Således lettet for sine egne urimelige og belastende problemstillinger vil vedkommende anderledes være i stand til at kunne give slip på sit mere eller mindre fejlkørte liv med fornyet mod på tilværelsen.